# Seversky P-35
Il Seversky P-35 era un aereo da caccia monoposto costruito negli Stati Uniti sul finire degli anni trenta. Fu il primo aereo con struttura metallica, carrello retrattile e abitacolo chiuso, ad entrare in servizio nello United States Army Air Corps.
Questo velivolo diede, nel 1938, l'ispirazione a Roberto Longhi per il Reggiane Re. 2000. Proprio come l'aereo italiano, però, il P-35 non risultò popolare tra i piloti, come avrebbe dovuto, e finì con l'essere destinato all'esportazione. La Svezia ne acquistò 100.

## Storia del progetto
Il P-35 riprendeva alcuni concetti già sperimentati nel Seversky SEV-3, velivolo anfibio dei primi anni trenta che ebbe uno sviluppo di scarso successo nell'addestratore Seversky BT-8.
Sviluppato di propria iniziativa dalla Seversky, il cui ufficio tecnico era guidato dall'ingegnere georgiano Alexander Kartveli, il velivolo nacque inizialmente come caccia biposto, identificato con la sigla SEV-2XP. Tale velivolo venne proposto quando, nel 1935, l'USAAC emise una specifica che richiedeva un nuovo caccia monoposto.
L'ottimismo con il quale i vertici della Seversky presentarono il velivolo (malgrado la configurazione biposto evidentemente inadeguata), fu presto ridimensionato quando, il 18 giugno 1935, il prototipo rimase danneggiato durante il volo di trasferimento allo Wright Field (Riverside, Ohio), sede dei test di volo.
Fortunatamente le autorità decisero di ritardare le prove valutative fino al marzo del 1936; questo periodo di tempo venne impiegato dai tecnici della Seversky per trasformare il velivolo in monoposto, dotarlo di carrello retrattile e per installare una nuova unità motrice (il radiale 9 cilindri Wright R-1820 Cyclone): la denominazione venne così mutata in SEV-1XP.
Durante le prove di volo, il Seversky non riuscì ad ottenere la velocità richiesta di 300 mph (poco più di 480 km/h); la responsabilità venne attribuita al motore Wright, per cui ne venne decisa la sostituzione con il Pratt & Whitney R-1830 Twin Wasp (sempre radiale, ma questa volta a 14 cilindri disposti su doppia stella); a seguito di tale modifica la denominazione dell'aereo divenne ufficialmente SEV-7. Nel frattempo venne introdotta una sostanziale modifica al timone di coda. Malgrado ciò il velivolo (nel frattempo nuovamente rinominato, questa volta in AP-1, su scelta della casa costruttrice) non fu ancora in grado di raggiungere le velocità sperate. Il 16 giugno 1936, comunque, il velivolo della Seversky venne riconosciuto vincitore del bando di gara e venne preferito al concorrente Curtiss Hawk Model 75. L'USAAC assegnò quindi un ordine per 77 caccia P-35, richiedendo modifiche minori alle ali, al carrello, ed all'abitacolo.
I primi P-35 vennero consegnati nel 1937 e l'ordine venne completamente evaso entro l'agosto del 1938; vennero tuttavia completati solamente 76 esemplari mentre il 77° venne realizzato come prototipo (XP-41) per lo sviluppo di un nuovo velivolo.
Durante i primi mesi del 1939, mentre era impegnato in un tour europeo per mostrare il velivolo al fine di trovare acquirenti anche nel vecchio continente, Alexander de Seversky venne estromesso dalla guida dell'azienda che portava il suo nome (che sarebbe stata successivamente trasformata in Republic Aviation Company) in seguito alla scoperta di trattative segrete che portarono alla vendita di 20 esemplari di una versione biposto del velivolo (2PA-B3) alla Marina imperiale giapponese. Per la stessa ragione, e per ragioni di costo inferiore, l'USAAC preferì optare per 210 Curtiss P-36 Hawk, quando decise di ordinare nuovi caccia, in ragione della situazione internazionale che andava deteriorandosi.
Nel febbraio del 1940 la Svezia ordinò un lotto di 120 esemplari, identificati con definizione interna EP-106 (sigla che indicava Export Pursuit). L'embargo posto in opera dagli Stati Uniti nei confronti delle nazioni europee (ad eccezione del Regno Unito) ridusse a 60 il numero degli esemplari effettivamente consegnati; questi velivoli vennero impiegati dalla Svenska Flygvapnet con la sigla di J 9, con i quali sostituire i Gloster Gladiator allora in prima linea.

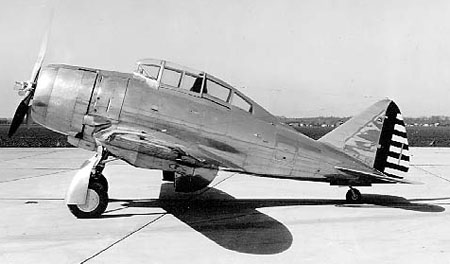
Il primo esemplare di P-35.

L'aviazione svedese emise un nuovo ordine per 52 velivoli della versione biposto (identificata con la sigla B 6, dalle autorità svedesi) ma, ancora una volta a causa dell'embargo da parte delle autorità statunitensi, solo 2 esemplari vennero consegnati. I 50 velivoli oggetto dell'embargo vennero impiegati dall'USAAC come addestratori avanzati e denominati AT-12 Guardsman.
Altri due esemplari biposto vennero venduti, unitamente alla licenza di produzione, all'Unione Sovietica, ma senza ulteriori sviluppi produttivi.
Il P-35 venne successivamente sviluppato nel più moderno Republic P-43 Lancer, mentre risulta piuttosto evidente l'influenza esercitata nei confronti di Roberto Longhi nella progettazione del caccia Reggiane Re.2000 Falco.

## Tecnica
Nato in un periodo di rapida evoluzione tecnologica, il Seversky P-35 fu il primo aereo statunitense a presentare contemporaneamente la struttura interamente metallica, il carrello retrattile e l'abitacolo chiuso. Questo primato non bastò a garantirgli prestazioni rilevanti e, alla luce dei fatti, i risultati operativi lasciarono a desiderare.
La propulsione del velivolo, nelle diverse versioni di produzione, venne affidata ai motori Pratt & Whitney Twin Wasp (radiali a 14 cilindri a doppia stella), che nella versione impiegata sul P-35A (la R-1830-45) arrivarono a sviluppare potenze di circa 1 065 cv.
L'armamento era costituito, nella versione P-35, da due mitragliatrici da 7,62 mm disposte sopra il motore, davanti all'abitacolo.
La versione svedese prevedeva invece la sostituzione di queste due armi con altrettante da 7,9 mm mentre altre due mitragliatrici (questa volta da 13,2 mm) vennero installate all'interno delle semiali; nei velivoli di questa versione trattenuti dall'USAAC le armi installate inizialmente vennero sostituite con mitragliatrici dai calibri standard per gli Stati Uniti (rispettivamente 7,62 mm e 12,7 mm).
Nella versione biposto, il navigatore aveva a disposizione una mitragliatrice da 7,62 mm (ancora una volta 7,9 mm nella la versione per la Svezia) rivolta in senso opposto a quello di marcia.
Tutte le versioni del P-35 erano attrezzati per l'installazione di griglie subalari che potevano ospitare carichi offensivi: la versione monoposto portava fino a 350 libbre di bombe (circa 160 kg), mentre la versione biposto poteva trasportare fino a 1 350 lb (pari a circa 610 kg).

## Impiego operativo

### Giappone
Con una mossa commerciale decisamente controproducente (soprattutto a titolo personale), Alexander Seversky riuscì a vendere 20 esemplari della versione biposto 2PA-B3 alla Marina imperiale giapponese che assegnò loro la denominazione A8V-1 (mentre il loro nome in codice per gli alleati fu Dick). Questi aerei furono i primi a vedere il combattimento, in quanto impegnati (per un breve periodo) nella seconda guerra sino-giapponese.

### Stati Uniti
I primi P-35 furono consegnati al 1° Pursuit Group di base presso il Selfridge Field (Michigan).
Tra le varie tecnologie innovative impiegate nella costruzione del velivolo, la cosiddetta "ala bagnata" (che vedeva impiegare la struttura alare per serbatoio di carburante, con l'obiettivo di risparmiare peso) divenne presto famosa tra il personale di terra che fu costretto ad abituarsi alla riparazione delle frequenti perdite di carburante.
Il 24 ottobre del 1940, 60 dei 120 caccia monoposto destinati alla Svezia vennero ritirati dall'USAAC e designati P-35A. Questi esemplari vennero privati dell'armamento originariamente previsto con i calibri degli standard europei e riconvertiti agli standard statunitensi, mentre la strumentazione di bordo mantenne gli strumenti dotati delle misure metriche (addirittura i manuali di volo erano scritti in svedese...).

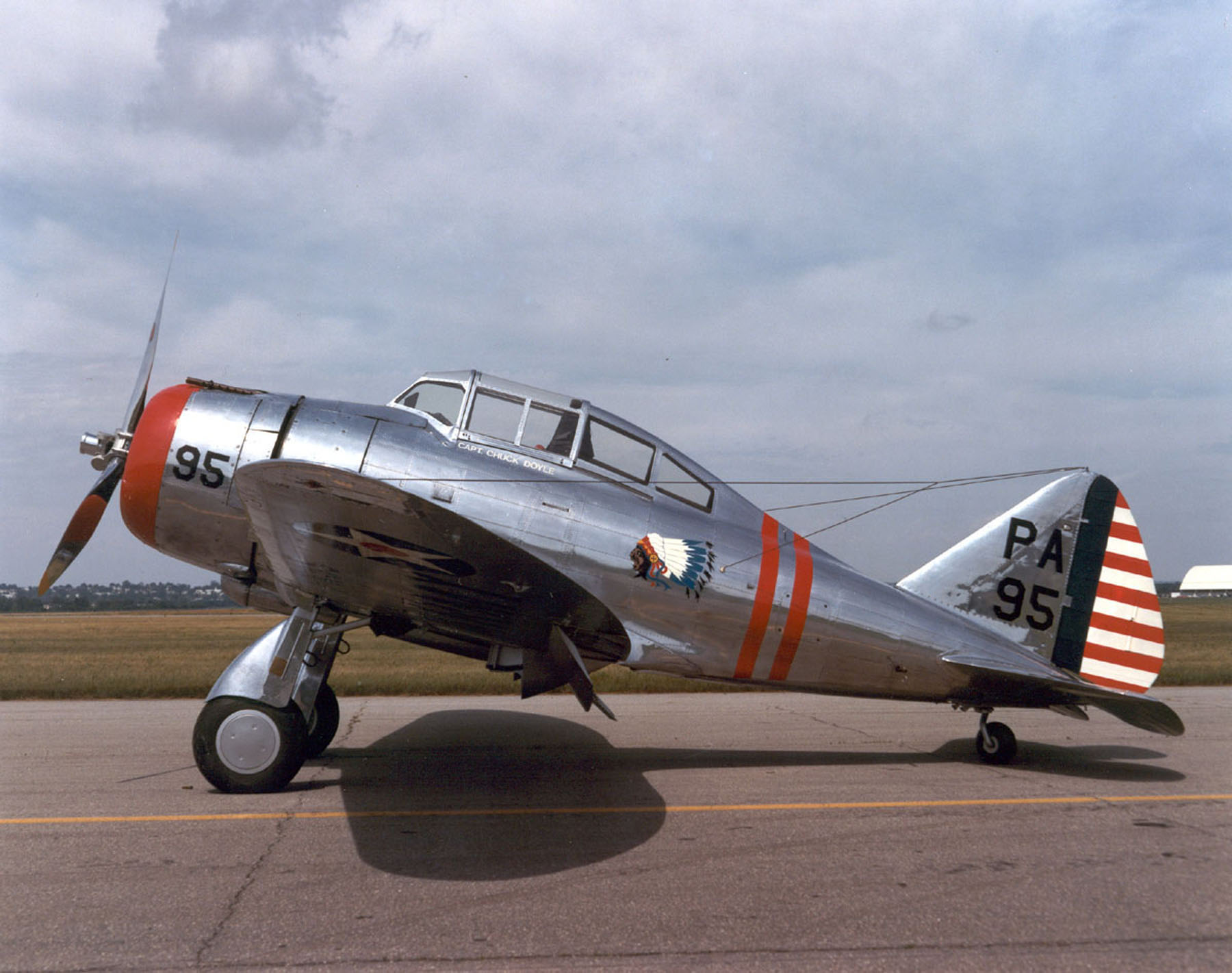
Un P-35.

Tre di questi aerei rimasero negli Stati Uniti come banchi di prova per l'istruzione del personale tecnico, mentre 57 vennero assegnati alle basi filippine della Far East Air Force. Una decina di velivoli fu vittima di incidenti mentre i rimanenti presero parte alla vana difesa delle Filippine tra il dicembre 1941 ed il gennaio 1942.
Il confronto con i caccia giapponesi era senza speranza: l'armamento leggero e l'assenza di serbatoi autosigillanti facevano del P-35 un avversario estremamente vulnerabile e alla data del 12 dicembre 1941, due giorni dopo l'inizio dei combattimenti, solamente otto velivoli erano ancora in condizione di volare.
Al termine delle ostilità nelle Filippine, l'ultima missione operativa ebbe luogo il 3 maggio del 1942 presso la baia di Macajalar, ai P-35 vennero comunque attribuiti 60 abbattimenti di velivoli giapponesi e la distruzione di altri 30 al suolo, a testimonianza di un rendimento (se confermato dai fatti) più che soddisfacente.
Nel 1942 gli esemplari superstiti vennero designati RP-35A: la lettera R indicava "restricted", cioè non adatto al combattimento.

### Svezia
La Svenska Flygvapnet ricevette i propri velivoli (60 esemplari nella versione monoposto appositamente approntata per l'esportazione, denominata EP-106, anche se in realtà l'ordine era di 120 aerei) nella tarda primavera del 1940 ed assegnò loro la sigla di J 9.
I primi 20 esemplari furono consegnati via nave tramite i porti norvegesi e riuscirono a raggiungere la loro destinazione finale poco prima dell'occupazione della Norvegia da parte della Germania.
La nave con i 40 rimanenti velivoli, dovette riparare nel porto di Petsamo (all'epoca, e fino al 1944, territorio finlandese). Solo dopo un viaggio avventuroso, in un territorio da poco uscito devastato dalla Guerra d'inverno, un convoglio di autocarri riuscì a trasportare il prezioso carico fino ad Haparanda, da dove proseguì (per ferrovia) fino a Malmö; qui i J 9 vennero riassemblati ed a partire dal mese di giugno entrarono in servizio operativo.

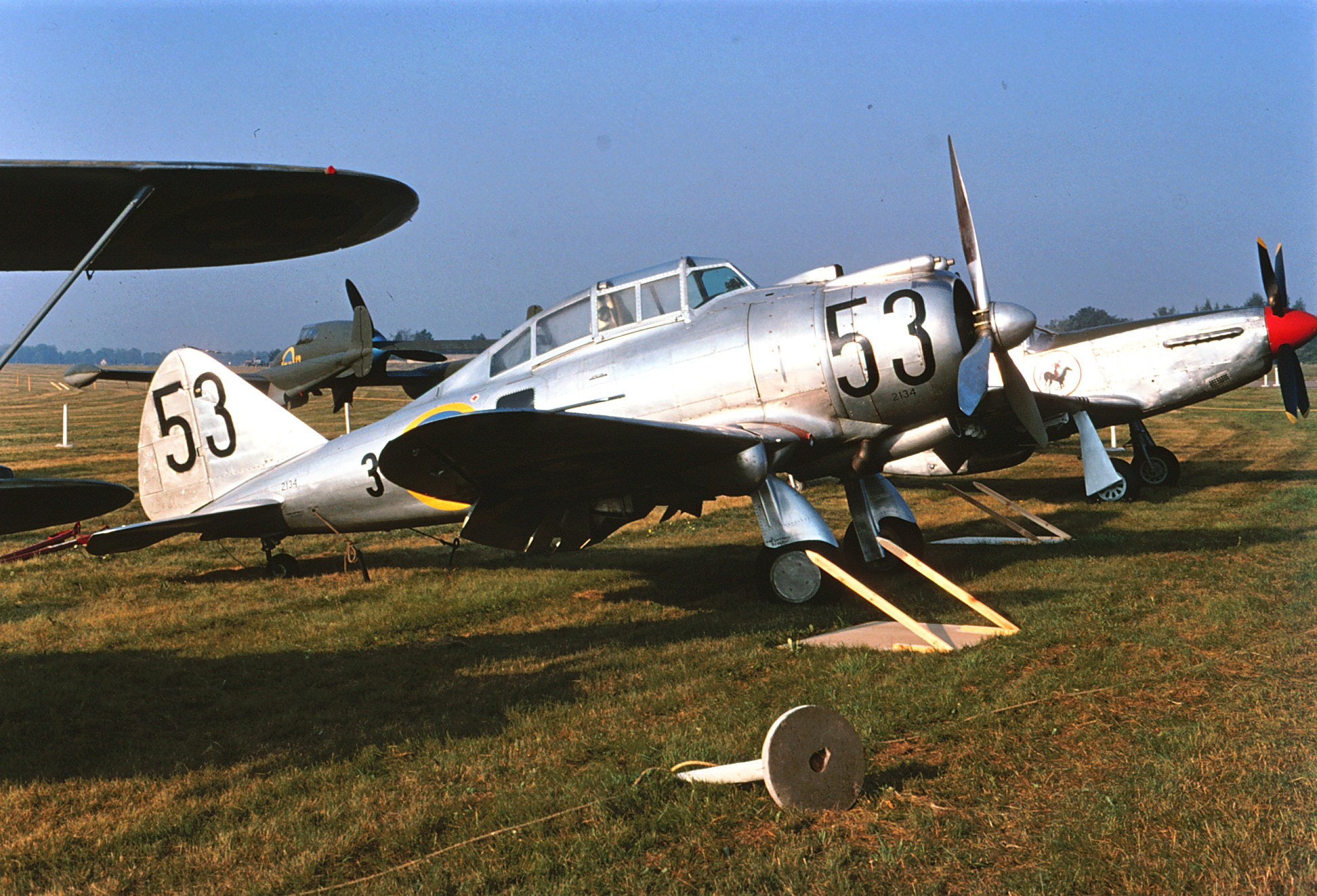
Uno dei J 9, i P-35A svedesi.

I J 9 subentrarono agli ormai superati biplani Gloster Gladiator ed ebbero un ruolo importante a tutela della neutralità svedese. Rimasero in servizio di prima linea fino al 1946; successivamente alcuni esemplari vennero dotati di fotocamera e, pur mantenendo la denominazione da intercettori, vennero impiegati come ricognitori. Gli esemplari rimanenti vennero impiegati come addestratori o per compiti di collegamento. Gli ultimi J 9 vennero ritirati dal servizio nel settembre del 1952.

## Versioni
- SEV-2XP: prototipo biposto;
- SEV-1XP: prototipo monoposto;

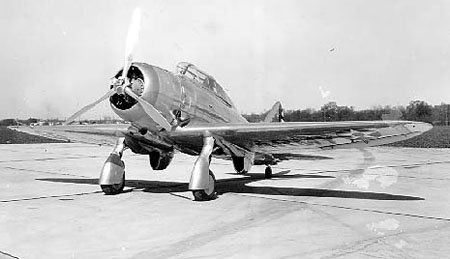
Un'altra vista del primo P-35 di serie.

- SEV-7: prototipo monoposto dotato di motore radiale Pratt & Whitney R-1830-9 Twin Wasp. Fu successivamente rinominato AP-1;
- P-35: prima versione di produzione dotata del motore Pratt & Whitney R-1830-9 da 850 CV;
- EP-1: versione da esportazione del P-35;
  - J 9: (la sigla "J" sta per Jakt, "caccia" in svedese)sigla attribuita ai caccia monoposto ordinati dalla Svezia (la denominazione interna della ditta era EP-106); dotata di motori radiali Pratt & Whitney R-1830-45 da 1 065 CV e migliore armamento;
  - P-35A - sigla attribuita dall'USAAC agli esemplari destinati alla Svezia, ma trattenuti in patria in seguito all'embargo posto in essere dalle autorità statunitensi;
    - RP-35A - i P-35A sopravvissuti ai combattimenti nelle Filippine vennero così ridesignati, ritirati dalla prima linea (R=restricted, non adeguato al combattimento) e destinati a compiti secondari;
- 2PA: versione biposto dotata di mitragliatrice posteriore;
  - A8V-1: designazione attribuita ai 2PA dalla Marina imperiale giapponese (nome in codice alleato:Dick);
  - B 6: sigla attribuita dall'aviazione svedese ai propri velivoli della versione 2PA (in questo caso la sigla "B" indica il ruolo di "bombardiere", bombflygplan in svedese);
  - AT-12 Guardsman: codice assegnato ai velivoli della versione 2PA trattenuti dalle autorità statunitensi a seguito dell'applicazione dell'embargo; questi velivoli vennero impiegati dall'USAAC come addestratori avanzati.

## Utilizzatori
Colombia
- Fuerza Aérea Colombiana

operò con i Seversky P-35-2-PA-L.
 Ecuador
- Fuerza Aérea del Ejército Equatoriana

 Giappone
- Dai-Nippon Teikoku Kaigun Kōkū Hombu

 Stati Uniti
- United States Army Air Corps

 Svezia
- Svenska Flygvapnet

 Unione Sovietica
- Sovetskie Voenno-vozdušnye sily